# Daïras de la wilaya de Saïda
La wilaya de Saïda est composée de six daïras (circonscriptions administratives), chacune comprenant plusieurs communes, pour un total de 16 communes.

## Liste de daïras

Daïras de la wilaya de Saïda :
1. Saida
2. Aïn El Hadjar
3. Sidi Boubekeur
4. El Hassasna
5. Ouled Brahim
6. Youb

| Daïra          | Nombre de communes | Communes                                        | Superficie (km²) | Population (hab.) |
| -------------- | ------------------ | ----------------------------------------------- | ---------------- | ----------------- |
| Saïda          | 1                  | Saïda                                           | 75,83            | 128 413           |
| Aïn El Hadjar  | 3                  | Aïn El Hadjar, Moulay Larbi, Sidi Ahmed         | 2 107,23         | 54 680            |
| Sidi Boubekeur | 4                  | Sidi Boubekeur, Ouled Khaled, Sidi Amar, Hounet | 783,75           | 65 437            |
| El Hassasna    | 3                  | El Hassasna, Aïn Sekhouna, Maamora              | 1 081,97         | 27 505            |
| Ouled Brahim   | 3                  | Ouled Brahim, Tircine, Aïn Soltane              | 918,03           | 3 408             |
| Youb           | 2                  | Youb, Doui Thabet                               | 645,75           | 7 164             |